# Дзербо
Дзѐрбо (на италиански: Zerbo, на местен диалект: Zerp, Дзерп) е село и община в Северна Италия, провинция Павия, регион Ломбардия. Разположено е на 68 m надморска височина. Населението на общината е 429 души (към 2015 г.).